# Guus Borger
Guus Johan (Guus) Borger (30 september 1942) is een Nederlands emeritus hoogleraar in de historische geografie.
Borger studeerde sociale geografie aan de Vrije Universiteit te Amsterdam bij prof. Marcus Willem Heslinga. Zijn eerste bijvak was historische geografie, waarin hij onderwezen werd door dr. Elisabeth Gottschalk aan de Universiteit van Amsterdam. Daarnaast volgde hij een tweede bijvak laaglandgenese bij prof. A.J. Wiggers. Scripties handelden over de Kerstmisvloed van 1717 (bij Gottschalk), de Stadsweiden van Gelderland en Overijssel (bij Heslinga) en de ontvening van de Veenhoop (bij Wiggers).
Vanaf 1 september 1964 was Borger kandidaat-assistent van Gottschalk en exact drie jaar later werd hij als afgestudeerde haar wetenschappelijk medewerker. In die periode voerde hij zijn promotieonderzoek uit dat in het verlengde lag van zijn scriptie bij Wiggers: het verdwijnen van de veenlaag in West-Friesland en dan met name het gebied De Veenhoop. In 1975 promoveerde Borger op De Veenhoop.
Nadat Gottschalk in 1977 met emeritaat ging, nam Borger haar taak waar. In 1980 volgde de benoeming tot gewoon hoogleraar in de historische geografie. In 1981 hield Borger zijn oratie aan de Universiteit van Amsterdam. Drie jaar later, in 1984, werd de historisch-geografische vakgroep van de Vrije Universiteit naar de Universiteit van Amsterdam overgeplaatst, waarmee Borger de leiding over de grootste onderzoeksgroep op zijn vakgebied in Nederland kreeg.
Borger gaf verder vorm aan het bestaande thema binnen de historische geografie in Amsterdam, namelijk de historische ontwikkeling van het Nederlandse kustgebied. Borger vulde dit thema, zoals gezegd, aan met de problematiek van de laag-Nederlandse veenbedekking. Vanaf eind jaren zeventig kwam ook de toegepaste historische geografie in beeld, waarbij men zich in de rij schaarde van de Stiboka, de Vrije Universiteit en de Universiteit van Utrecht.
In 2003 werd Borger tevens aangesteld als hoogleraar in de historische geografie aan de Faculteit der Aard- en Levenswetenschappen van de Vrije Universiteit. In 2005 hield hij daar zijn oratie Afstand maakt verschil.
Bij het bereiken van de pensioengerechtigde leeftijd in 2007 nam prof. dr. Guus Borger afscheid als hoogleraar aan beide universiteiten. Bij zijn afscheid ontving hij een Liber amicorum met als titel Landschap in ruimte en tijd . Daarin ook een overzicht van zijn ruim 100 publicaties tot aan zijn pensioen.

## Promovendi
- H.B. (Henk) Demoed (1987)
- N.P.H.J. Roorda van Eysinga (1988)
- J.J.J.M. Beenakker (1988)
- H. (Henk) Schoorl (1990), erepromotie
- T. (Taeke) Stol (1990)
- H. van der Boon (1991)
- F.H. (Frits) Horsten (1992)
- W.A. Ligtendag (1994)
- A.M.A.J. (Anneke) Driessen (1994)
- C. Denig (1995)
- K.A.H.W. (Karel) Leenders (1996)
- A.J. Geurts (1997)
- A.M.J. (Adri) de Kraker (1997)
- P.P.W.J. van den Brink (1998)
- C. Hoek (1999), erepromotie
- A.W. Hesselink (2002)
- R. (Reinoud) Rutte (2002)
- F. (Frans) Beekman (2006)
- H.L.M. (Hein) Vera (2011)
- M.L.M. (Marc) de Vleesschauwer (2012)

- Bibliothèque nationale de France: cb145093535 (data)
- CiNii: DA16570788
- Gemeinsame Normdatei: 133754707
- International Standard Name Identifier: 0000 0001 2364 0316
- Library of Congress Control Number: n79095114
- NARCIS: PRS1235490
- Nederlandse Thesaurus van Auteursnamen: 068281927
- Système universitaire de documentation: 158544676
- Virtual International Authority File: 76546819
- WorldCat: E39PBJfmjmywW7MQF7JVDCGmBP